# 老迈克·康利
老迈克·康利（英語：Mike Conley，1962年10月5日—），美国男子三級跳远运动员，他曾代表美国参加1992年夏季奥林匹克运动会田径比赛，获得男子三级跳远金牌。

## 家庭
儿子迈克·康利为职业篮球运动员，效力于NBA聯盟的明尼蘇達灰狼。

## 外部連結
- 老迈克·康利在的頁面
- 頌讚之歌主持人簡介 （页面存档备份，存于）